# Arcidiecéze freiburská
Arcidiecéze freiburská (lat. Archidioecesis Friburgensis) je římskokatolická arcidiecéze, která se nachází na jihu Německa, sídlem arcibiskupa je Freiburg im Breisgau. Spolu s diecézemi rottenbursko-stuttgartskou a mohučskou tvoří freiburskou církevní provincii. Sídelní katedrálou je Katedrála Panny Marie ve Freiburgu.

## Arcibiskupové freiburské arcidiecéze
- 1824–1836 Bernhard Boll
- 1836–1842 Ignatz Anton Demeter
- 1842–1868 Hermann von Vicari
- 1882–1886 Johann Baptist Orbin
- 1886–1896 Johannes Christian Roos
- 1898–1898 Georg Ignatz Komp
- 1898–1920 Thomas Nörber
- 1920–1931 Karl Fritz
- 1932–1948 Conrad Gröber
- 1948–1954 Wendelin Rauch
- 1954–1958 Eugen Viktor Paul Seiterich
- 1958–1977 Hermann Josef Schäufele
- 1978–2002 Oskar Saier
- 2003–2013 Robert Zollitsch
- 2014– Stephan Burger